# C/2017 K2 (PANSTARRS)
C/2017 K2 (PANSTARRS) est une comète à trajectoire hyperbolique et à longue période découverte le 21 mai 2017 par Pan-STARRS,,.

## Description
La comète C/2017 K2 (PANSTARRS) est une comète non périodique qui suit une orbite hyperbolique, et qui a été observée pour la première fois le 12 mai 2013 par l'observatoire Canada-France-Hawaï (CFHT) à Hawaï. Elle a été repérée et caractérisée en mai 2017 par le programme d'exploration Pan-STARRS, piloté depuis l'observatoire du Haleakalā, toujours à Hawaï. Des observations récentes réalisées par le télescope spatial Hubble ont permis de détecter la présence d'un halo d'un diamètre d'environ 100 000 km autour du noyau de l'objet. Le plus grand diamètre de la comète ne doit pas dépasser 9 km, alors qu'elle se situe encore au-delà de l'orbite de la planète Saturne. Cela fait de C/2017 K2 la comète active la plus éloignée du Soleil qui n'ait jamais été observée. En exploitant les données de la pré-découverte précitée de 2013, il a été établi que l'activité cométaire de l'objet avait déjà commencé quand elle se situait à 23,7 UA du Soleil, soit entre l'orbite d'Uranus et celle de Neptune.
La comète a pour source le nuage de Oort et évolue sous l'influence du Soleil depuis probablement des millions d'années ; tenant compte de la température relativement basse du noyau de l'objet — détecté de 60 à 70 K — les scientifiques ont formulé des hypothèses sur la nature des éléments chimiques composants la coma, celle-ci en effet ne peut être issue de la sublimation de la glace d'eau à cette température. Il est plutôt supposé que l'activité de la comète soit provoquée par la sublimation de substances supervolatiles telles que le CO2, le CO, l'O2 et le N2, pour lesquels la sublimation peut se produire à des niveaux très faibles de rayonnement solaire. En plus de ces éléments, des particules de poussière d'un diamètre moyen d'environ 0,1 mm ont également été détectées dans la chevelure de la comète, elles sont encore trop volumineuses pour que le vent solaire frappant la comète ne les repousse en créant la queue caractéristique.
Cette présence d'éléments supervolatils à la surface du noyau pourrait être l'indication qu'on assiste au premier passage de la comète C/2017 K2 à cette distance du Soleil. L'orbite de la comète à proximité de notre Étoile atteindra son périhélie le 21 décembre 2022 à une distance égale à celle de l'orbite de Mars.